# جورجینا کاسار
جورجینا کاسار (به انگلیسی: Georgina Cassar) ژیمناست زادهٔ ۹ سپتامبر ۱۹۹۳ میلادی اهل کشور بریتانیا است.